# Арно Бодар
Арно Бодар (фр. Arnaud Bodart, нар. 11 березня 1998, Серен, Бельгія) — бельгійський футболіст, воротар клубу «Стандард».

## Ігрова кар'єра
Арно Бодар є вихованцем клубу «Стандард». З 2006 року Арно займався футболом у клубній академії. З 2017 року молодого воротаря почали залучати до першої команди. Свою першу гру в основі Бодар провів у травні 2017 року в поєдинку проти «Васланд-Беверена» за вихід до Ліги Європи.
У турнірі Ліги Жупіле Бодар дебютував у липні 2019 року.

## Особисте життя
Арно - племінник Жильбера Бодара, колишнього воротаря збірної Бельгії, учасника чемпіонатів світу 1986 та 1990 років.